# Białogarda
Ne doit pas être confondu avec Białogard.
Białogarda (Biélogarda en cachoube ; en allemand : Belgard an der Leba) est un village de la voïvodie de Poméranie dans le nord de la Pologne. Il appartient à la gmina de Wicko au sein du powiat de Lębork.

## Situation géographique
Le village se trouve sur la rivière Łeba dans la région de Poméranie ultérieure, à mi-chemin sur la route reliant la ville de Lębork à Łeba sur la côte Baltique.
Le village compte 223 habitants (2006).

## Histoire
À l'origine une place forte slave, Białogarda est l'un des plus anciens villages de la région. Au XIIe siècle, il devient le chef-lieu d'une châtellenie sous le règne des ducs de Poméranie orientale (Pomérélie). Après le décès de Subisław Ier vers 1178, son fils Sambor Ier fit don du « pays sur la Łeba avec le château de Białogarda » à son frère cadet Mestwin. À la suite de la mort de Mestwin, le fort fut la résidence de son fils cadet Racibor de 1233 à 1262. Au cours d'un conflit sur les domaines de Słupsk à l'ouest, la place forte est incendiée par son frère Świętopełk II en 1238. À sa mort en 1272, Racibor n'a laissé aucun héritier et son territoire est recouvré par le duc Mestwin II.
Néanmoins, au cours des combats avec son frère, Racibor avait promis à l'Ordre Teutonique son patrimoine en Pomérelie. C'est par la mort du duc Mestwin II en 1294 et l'assassination de son héritier Przemysl II de Pologne en 1296 qu'a commencé un long litige successoral. Finalement, en 1309, la plupart de la Poméranie orientale fut conquis par les chevaliers de l'Ordre et Białogarda perd toute importance. Au début du XIVe siècle, les domaines étaient sans doute entre les mains de la noble famille von Behr.
Par le traité de Bromberg conclu en 1657, Białogarda avec le pays de Lębork (Lavenbourg) passa à l'État de Brandebourg-Prusse et est incorporée dans la province de Poméranie. De 1772 à 1945, Belgard fait partie de l'arrondissement de Lauenbourg-Bütow puis à partir de 1846, de l'arrondissement de Lauenbourg-en-Poméranie dans le district de Köslin dans la province de Poméranie.
Vers la fin de la Seconde Guerre mondiale, la région est occupée par l'Armée rouge puis rattachée à la république de Pologne. Les habitants germanophones furent expulsés. De 1975 à 1998, Białogarda se trouvait dans la voïvodie de Słupsk.

## À voir
- L’église paroissiale érigée en 1890
- Les vestiges de la place forte de Racibor